# Río Toyohira
Toyohira-gawa (en japonés: 豊平川 Toyohira-gawa) es un río localizado en la isla Hokkaidō, Japón. Tiene 72,5 km de longitud, desemboca en el río Ishikari.
Suministra agua a la ciudad de Sapporo, la capital de la prefectura de Hokkaido. En el tramo inicial del río se encuentra Jōzankei, un destino turístico con onsen. 

## Recorrido
Nace en el monte Oizari y continúa en la dirección del lago Jōzan, el cual fue creado gracias a la presa Hōheikyō. El río atraviesa un cañón. En el recorrido se hallan también otras dos presas más pequeñas que dirigen el río hacia la ciudad de Sapporo. En la ciudad toma dirección al norte y este, abandonando el área urbana forma la frontera entre Sapporo y Ebetsu, antes de desembocar en el río Ishikari.

## Historia
Los ainu conocían el río como Satporo-pet («río Sapporo»). El término Toyopira al principio designaba un punto de cruce en el río Sapporo. Hasta el siglo XIX, el curso inferior del río Sapporo era el mismo que el del río Fushiko de hoy en día, desembocando en el río Ishikari directamente al norte. Después de una inundación el río tomó un nuevo curso hacia el este. Los ainu llamaron el antiguo curso del río Fushiko Satporo («antiguo Sapporo»).
Cuando los japoneses tomaron la zona empezaron a usar los nombres ainu. A su nueva capital le pusieron el nombre del río «Sapporo», y al río el del punto de cruce «Toyohira». El antiguo curso del río Sapporo fue nombrado «río Fushiko». En el mismo punto de cruce Toyohira fue construido un puente, llamado puente Toyohira.

## Ríos afluentes
- río Ana
- río Makomanai